# 震旦女子文理学院
震旦女子文理学院是20世纪上半叶中国唯一的天主教女子大学，由天主教上海教区委托美国圣心修女会主办，

## 历史
创办于1937年9月。校址位于上海法租界中心的蒲石路181号（校址即今长乐路向明中学及淮海中路上海社会科学院）。校舍由圣心小学、震旦女中和震旦女子文理学院组成。
震旦女子文理学院为避免向中国政府另行立案，名义上从属于由法国耶稣会开办的震旦大学，校长和常务校董由震旦大学的胡文耀与才尔孟兼任，但在实际上，经费、行政等均完全独立，教学使用英文而非法文。
震旦女子文理学院下设中文、英文、教育、经济、社会、化学、家政七系。
1951年8月，中共政府撤销震旦女子文理学院，将其并入震旦大学。次年全国高等院校院系调整时，随震旦大学并入复旦大学等校。
1952年，震旦女子文理学院附设的震旦女中被市政府接管，并与震旦附中合并，改名为向明中学，设于震旦女中原址。今为市重点中学。